# Tielen (België)
Tielen is een dorp in de Belgische provincie Antwerpen en een deelgemeente van Kasterlee. Het dorp ligt in de Antwerpse Kempen, tussen de provinciesteden Herentals en Turnhout. Tielen was een zelfstandige gemeente tot aan de gemeentelijke herindeling van 1977.

## Geschiedenis

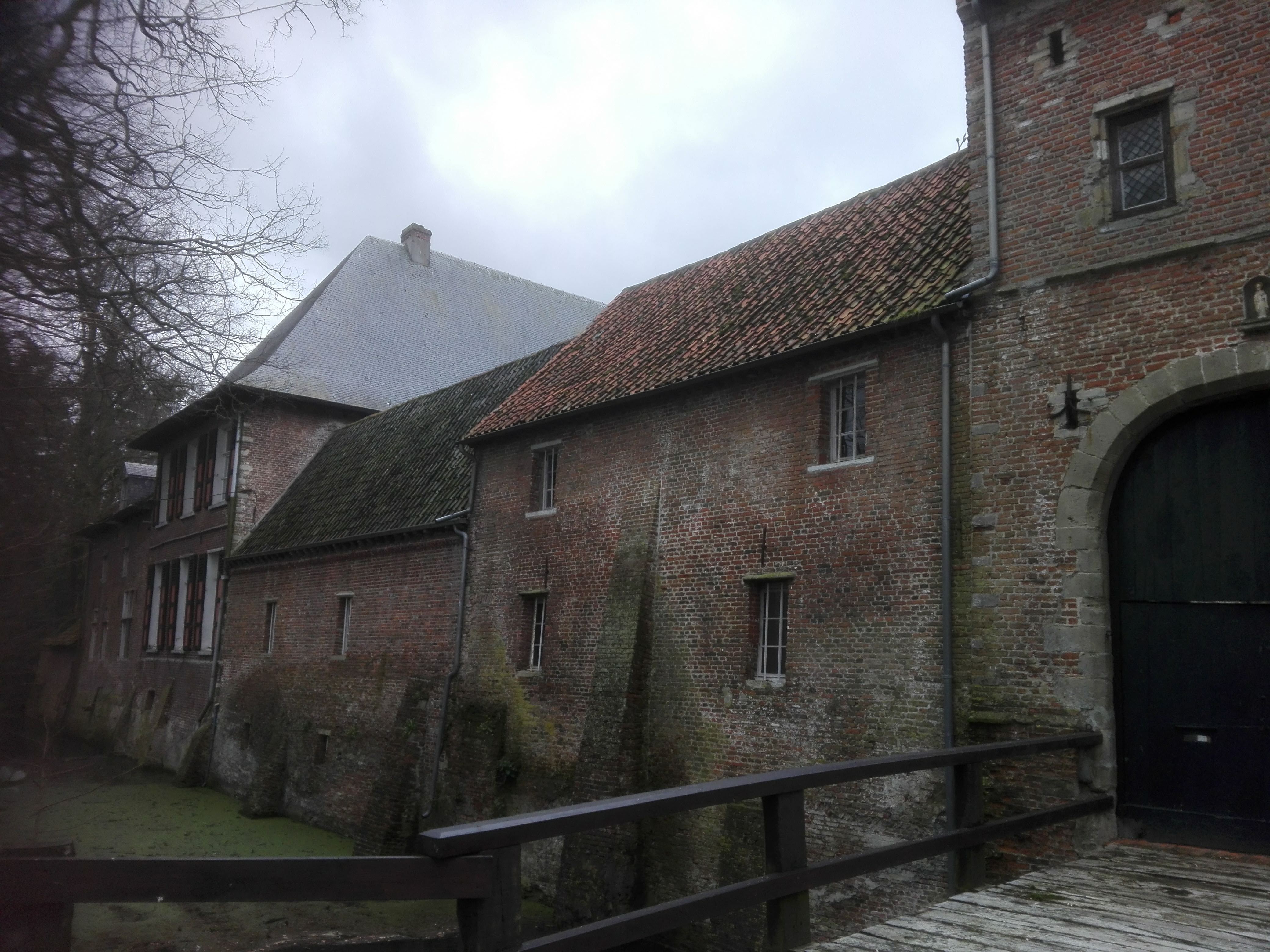
Kasteel van Tielen

### Vroege middeleeuwen
Het dorp werd wellicht opgericht door de Franken. Het is mogelijk dat het dorp al ontstond vanaf de 4de eeuw. De oudste dorpskern, Opstal, is in ieder geval vormgegeven als een typisch Frankische nederzetting.

### Hoge middeleeuwen
Tielen werd vermeld in 1286 op de stichtingsakte van het gasthuis van Geel. Die oorspronkelijke akte is echter verloren gegaan en in de oudste nog bekende kopie, uit 1553, wordt de schrijfwijze Thielen gebruikt.

### Late middeleeuwen

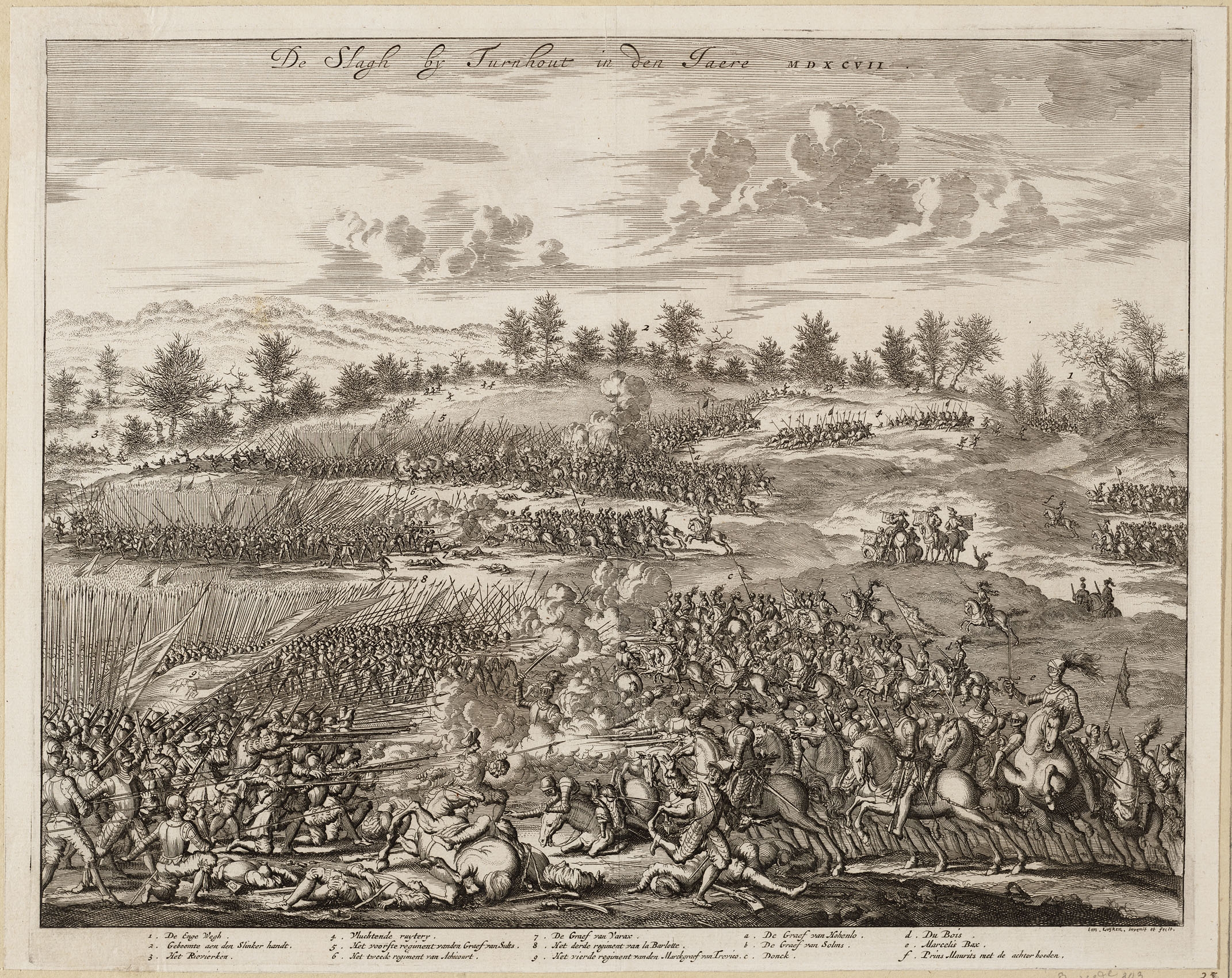
Slag op de Tielenheide 1597

De plaats werd als Thyellene vermeld in de stichtingsakte van de kapelanie van Sint-Margarita in 1380. Ook in een leenboek van Jan III, Hertog van Brabant van 1312 tot 1355, wordt Tielen herhaalde malen vermeld en bijna telkens anders geschreven, namelijk Tile, Tyle, Thiele en zelfs Tyelemont.
In de 12de eeuw maakte Tielen deel uit van het Land van Geel, onderdeel van het Hertogdom Brabant, dat in leen was aan de familie Berthout. In 1320 erfde Jan van Duffel-Berthout uit Grimbergen Tielen en werd een aparte heerlijkheid los van het Land van Geel, direct onder de Heer van Tielen. Later werden deze ook de Heren van Gierle en enkele heerlijkheden in het huidige Nederlandse Noord-Brabant. In 1350 liet Hendrik van Duffel-Berthout het kasteel van Tielen bouwen en kwam er wonen. Door huwelijk en erfopvolging kwam het kasteel naderhand in handen van diverse adellijke families.

### Nieuwe tijd

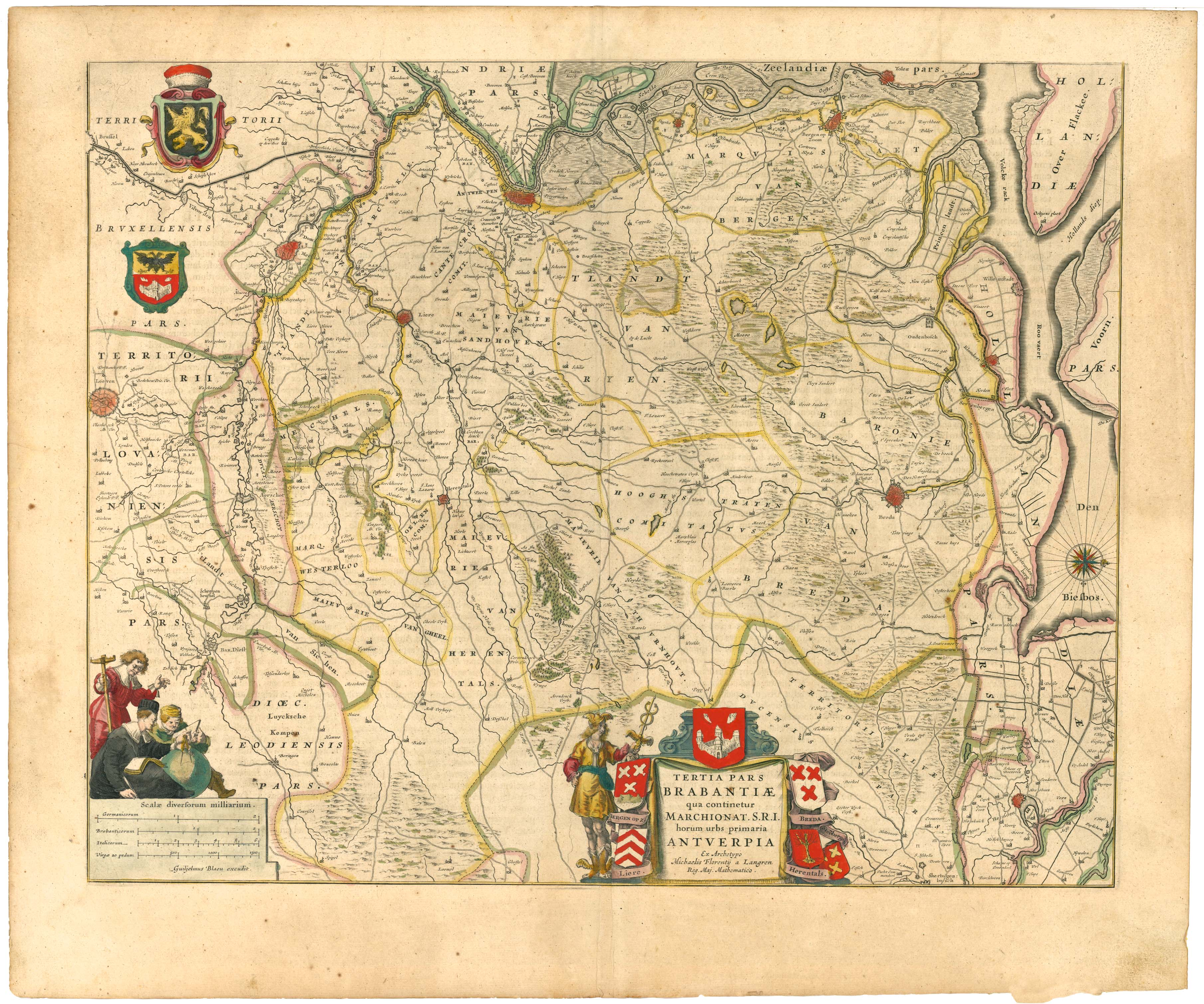
Vermelding Tielen op kaart van Hertogdom Brabant uit 1645 gemaakt door Joan Blaeu

Een van de belangrijkste gebeurtenis in de Tielense geschiedenis was de Slag op de Tielenheide in 1597. De parochie van Tielen, ontstond pas in 1612. Er was voordien enkel een kapelanij die af hing van de parochie van Gierle. De laatste heer van Tielen was Filip Van der Gracht de Rommerswael die door de Franse Revolutie zijn eigendom verloor in op 7 december 1810. In 1826 werden de aangeslagen goederen teruggegeven aan de erfgenamen.

### Moderne tijd
Het dorp werd tijdens de eerste jaren na de Tweede Wereldoorlog vaak "Little Britain" genoemd wegens de aanwezigheid van het Britse leger in die periode. Ook kende het na die Tweede Wereldoorlog een hoge urbanisatie. Toch werd Tielen in 1977 nog te klein bevonden om een onafhankelijke gemeente te blijven en moest het fuseren met Lichtaart en Kasterlee.

## Geografie

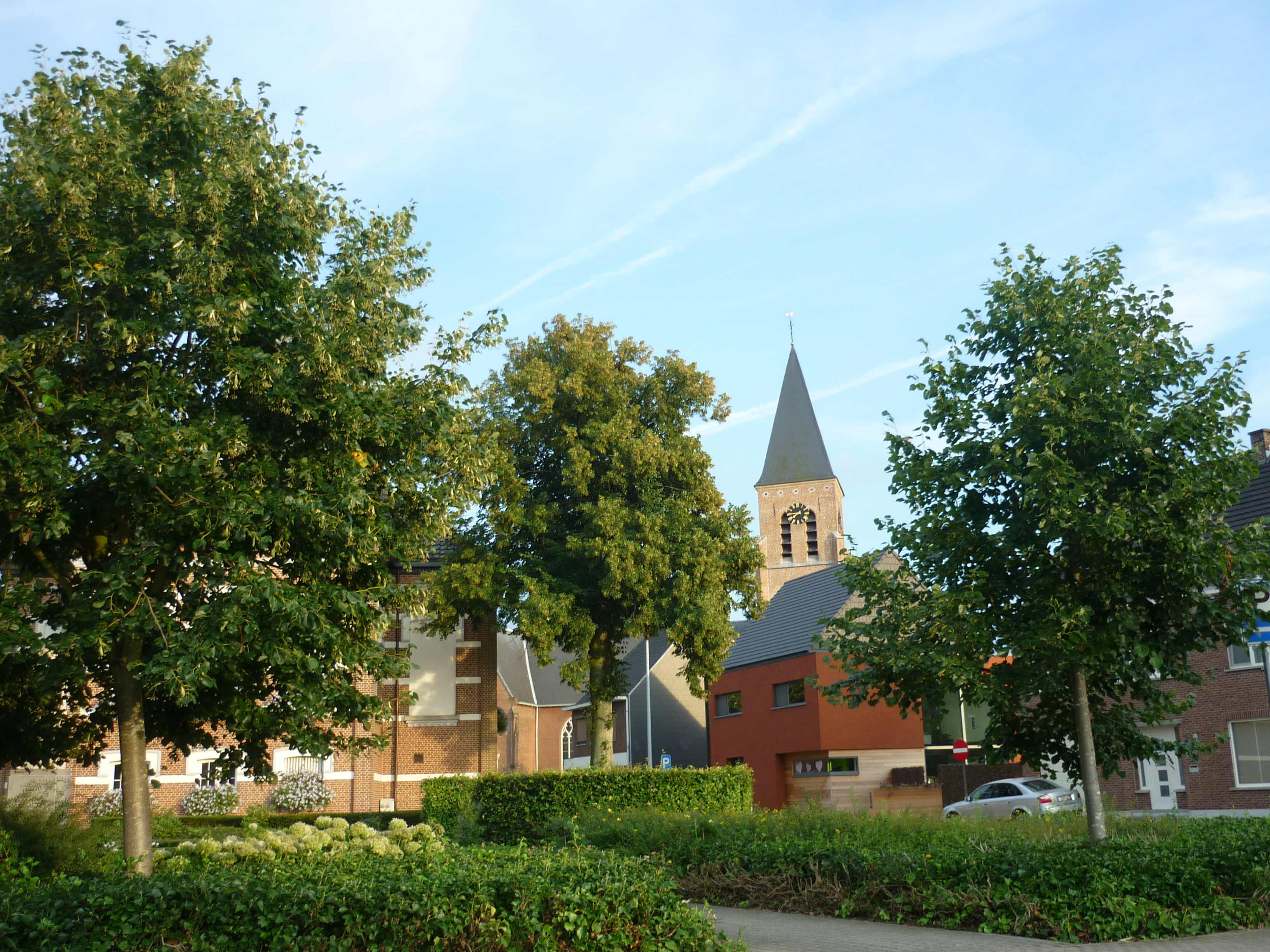
Tielen centrum 2010

Tielen is voornamelijk begrensd door riviertjes: ten oosten de Kaliebeek en ten westen de Aa. Deze rivieren monden in elkaar uit in het zuidelijkste punt van het dorp en stromen uit in de Kleine Nete (te Grobbendonk). In het zuidwesten gaat de grens van het dorp over de Aa in een driehoekig stuk land dat dus ook tot het dorp hoort. Dit stuk grond heet de Walravens. De noordelijke grens is een vrij rechte grens die gaat van het noordwesten naar het zuidoosten. De buurdorpen van Tielen zijn Gierle, Lichtaart, Poederlee, Lille, Vosselaar en Turnhout of het Turnhoutse gehucht Zevendonk. Tielen bestaat voor één derde uit militair gebied, waarin het Belgische Derde bataljon para is gevestigd.

## Bezienswaardigheden

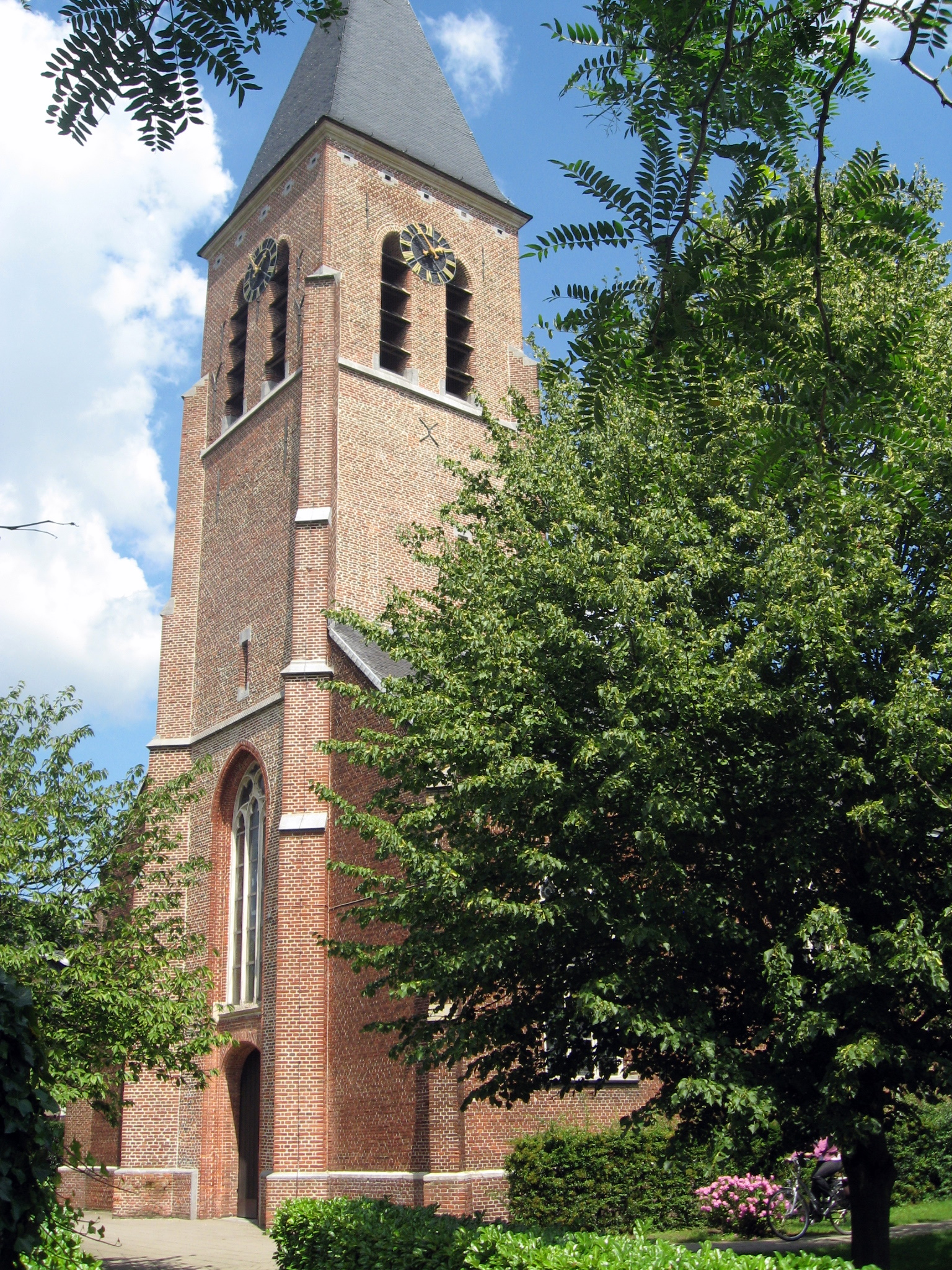
Sint-Margaritakerk

- Het Kasteel van Tielen, ook wel Tielenhof genoemd, waar de heren van Tielen verbleven. In oorsprong dateert het gebouw uit de 14de eeuw, maar de huidige gebouwen zijn enkele eeuwen jonger. Vooral het barokke koetshuis (1688) heeft nog het best zijn oorspronkelijke toestand bewaard. Het hof is omgeven door een brede gracht met een ophaalbrug.
- De Watermolen van Tielen, gelegen op de Aa stamt uit 1681 en is van het type onderslagmolen.
- De Sint-Margaritakerk is een neogotische kerk uit 1852. De kerktoren is echter ouder en dateert uit de 16de eeuw. Opmerkelijk zijn de grafzerken in blauwe steen van de Heren van Tielen en zo ook de gegraveerde geelkoperen grafplaat van heer Lodewijk van Leefdaal en zijn echtgenote. Van veel eerder dateren het Romaanse doopvont in de doopkapel, het Sint-Margaritharetabel met beschilderde houten zijpanelen uit de eerste helft van de 16de eeuw en een processiekruis uit de 12de eeuw.
- Het voormalig gemeentehuis werd in 1876 in Vlaamse neorenaissancestijl gebouwd door architect Pieter Jozef Taeymans.[1] Voor het gebouw staat een pomp van 1868 en een vrijheidsboom, geplant naar aanleiding van de bevrijding na de Eerste Wereldoorlog. Naast het gebouw staan nog twee oudere dorpslindes uit 1880-1890.[2] Sinds 2010 doet het voormalige gemeentehuis dienst als erfgoedhuis.
- De Onze-Lieve-Vrouw-van-Bijstandkapel dateert uit 1667. Van in de 14de eeuw bestaat hier al een drukke Mariaverering aan een staak- of boomkapelletje. De huidige kapel werd in 1667 gebouwd in rode baksteen. Een houten luikje maakt het mogelijk om door de ijzeren tralies het barokke altaar te bekijken en giften in het offerblok te leggen wanneer de kapel gesloten is.
- Voormalige afspanning De Muyzerd van 1688.

## Natuur en landschap
Tielen ligt op een hoogte van 15-22 meter in de Kempen. Belangrijke waterlopen zijn de Grote Kaliebeek in het zuiden en de Aa in het noorden, die ook de Kaliebeek opneemt en vervolgens in westelijke richting naar de Kleine Nete stroomt.
Het natuurreservaat de Balderij, met het Rielens Gebroekt, ligt aan de samenvloeiing van Grote en Kleine Kaliebeek. Daarnaast zijn er nog het natuurgebied Winkelsbroek en de Tielenheide.

## Demografische ontwikkeling
- Bronnen:NIS, Opm:1806 tot en met 1970=volkstellingen; 1976 = inwoneraantal op 31 december

## Politiek

### Burgemeesters

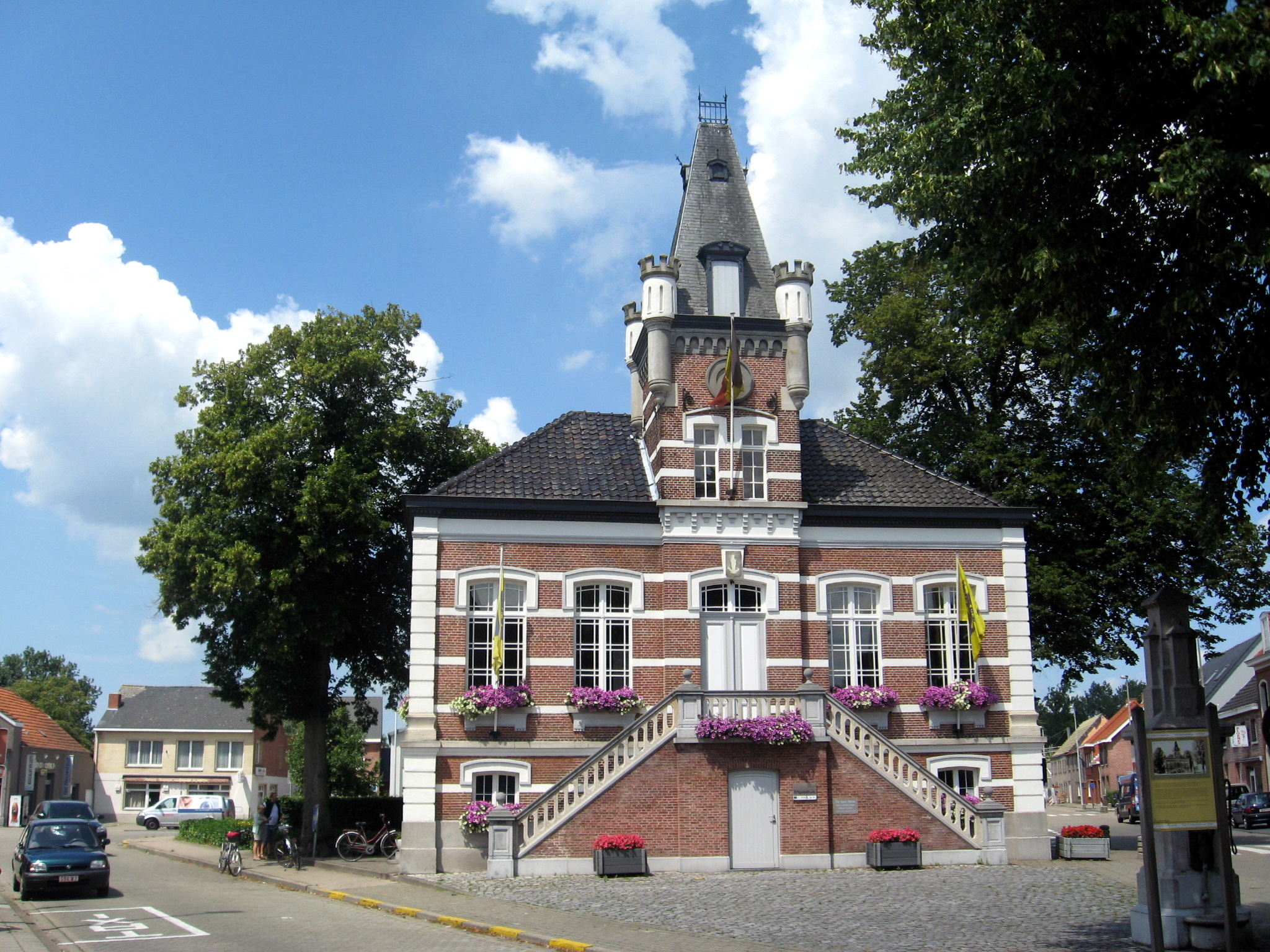
Oud gemeentehuis

- 1782/183 : Christianus Van Ballaer

....-1825 : Wilhelmus Kaers
- 1825-1830 : Adrianus Raymaekers
- 1830-1831 : Franciscus Cornelis
- 1831-1848 : Petrus Demeulder
- 1848-1859 : Alexander Josephus Adriaensen
- 1859-1881 : Petrus Josephus Cornelis
- 1881-1886 : Felix Urbanus Renders
- 1886-1900 : Petrus Josephus Embrechts
- 1900-1920 : Petrus Deckers
- 1921-1953 : Melchior Alfons Gevers
- 1954-1958 : Jozef Peeters
- 1959-1964 : Marcel Prims
- 1965-1976 : Frans Van Gorp

## Cultuur

### Muziek
Tielen is bekend als muziekdorp. Dit komt door de populariteit van de Koninklijke Fanfare Brass Band Kempenzonen die sinds 22 september 1878 bestaat. De fanfare bestaat uit drie ensembles namelijk de brassband, jeugdbrassband en het drumteam.

## Mobiliteit

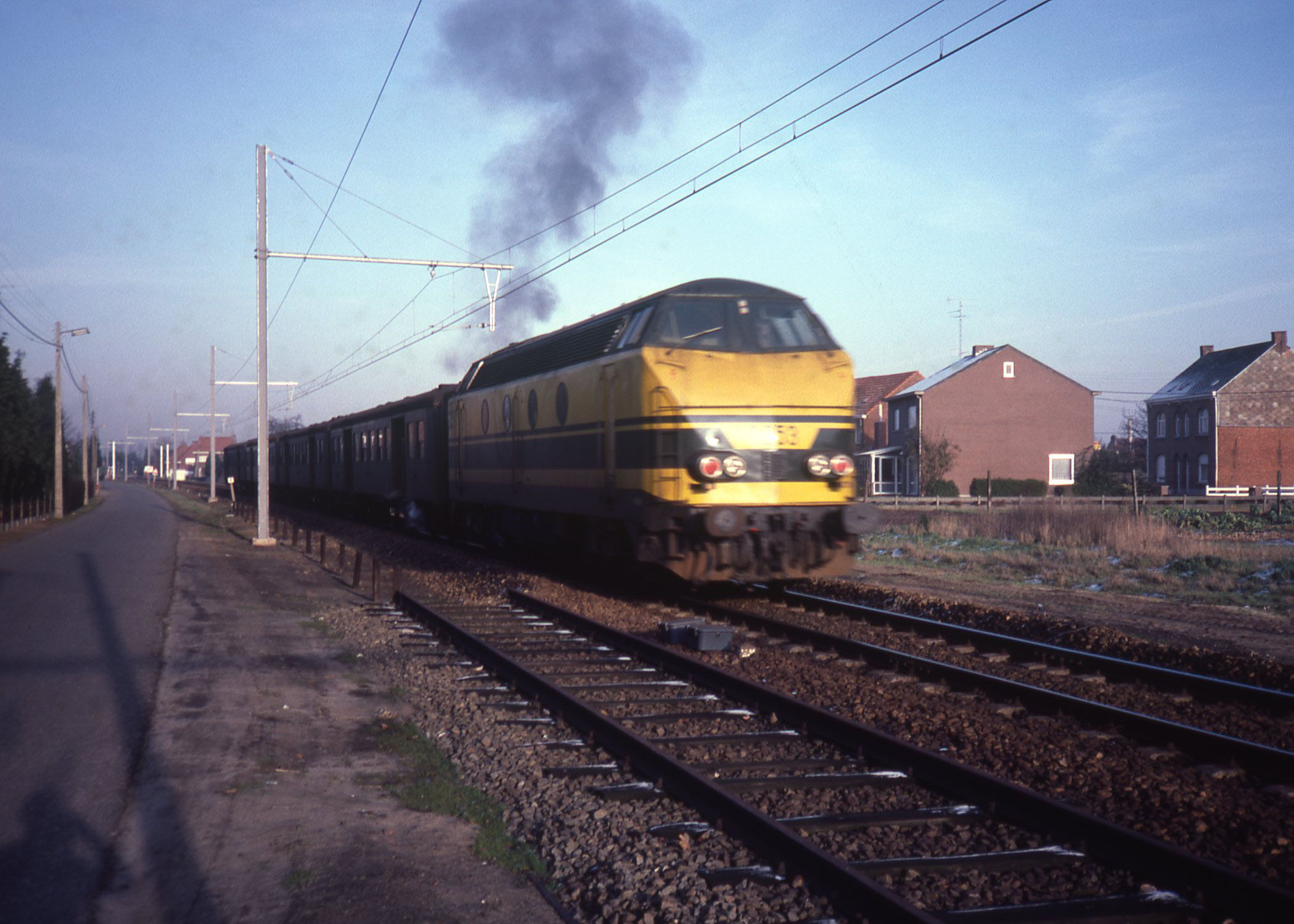
Dieseltrein door Tielen 1984

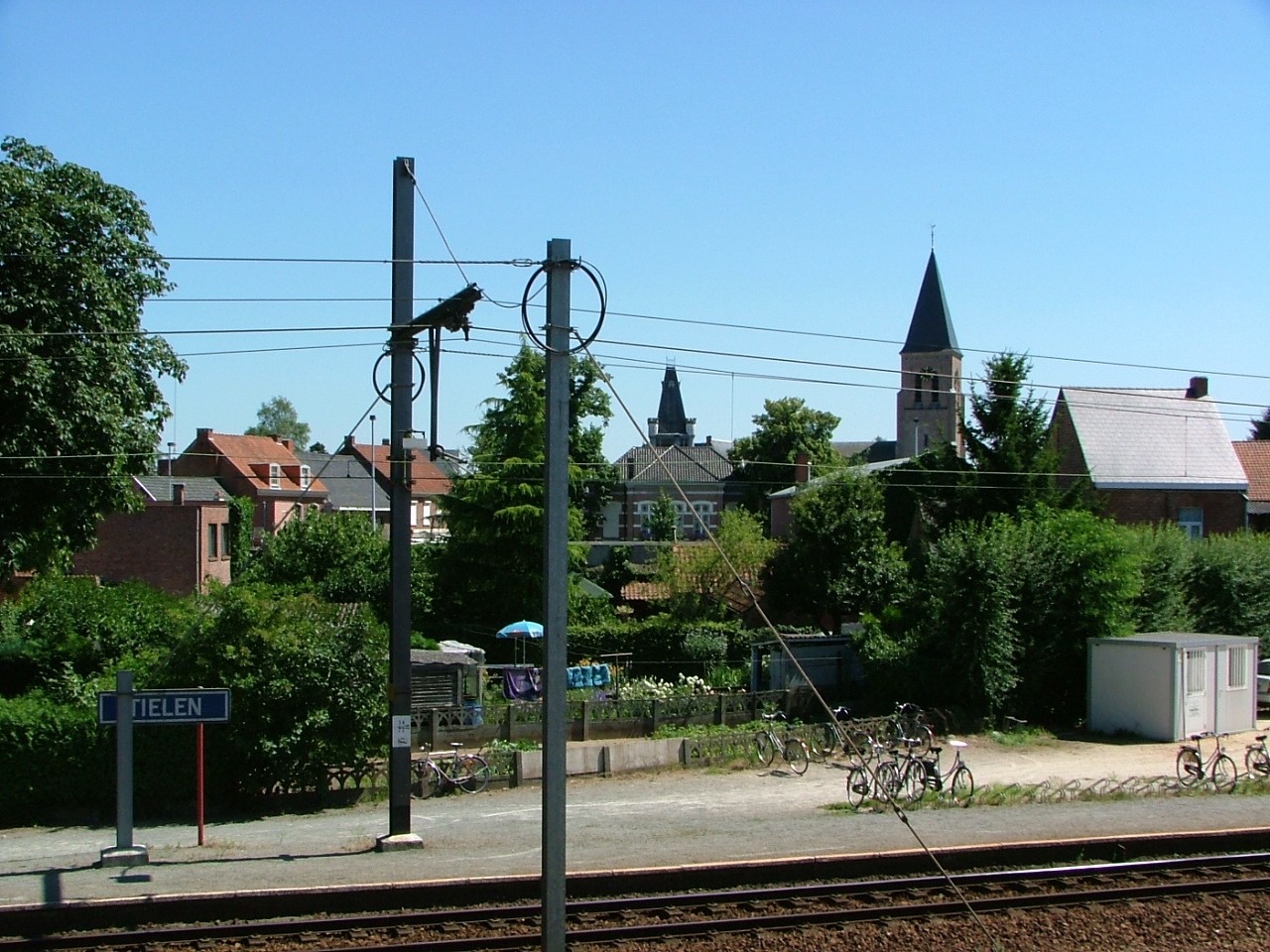
Zicht op het centrum vanaf het station 2006

Door de deelgemeente lopen geen grote wegen. De drukste weg is die door het dorpscentrum die het dorp met Lichtaart en Gierle verbindt. In het dorp bevindt zich wel het spoorwegstation van Tielen, op de lijn tussen Herentals en Turnhout.

## Economie
Het enige industriële bedrijf dat in Tielen gevestigd is, is de NV IJsboerke dat al in 1935 het levenslicht zag als de eenmanszaak van Staf Janssens en nu de tweede grootste leverancier is van roomijs in België.
Het Derde bataljon para vestigde zich in 1977 in Tielen.

## Sport

### Verenigingen
De Tielense voetbalclub KFC Tielen maakte in de jaren 90 een steile opmars tot in Tweede Klasse. De club ging in 1998 failliet en verdween. Het jaar erop werd VC Tielen opgericht, maar deze club ging in 2007 op in een fusie met KVV Lichtaart Sport tot KFC De Kempen Tielen-Lichtaart.

### Faciliteiten
In 2010 werden de sportfaciliteiten van het dorp uitgebreid door de opening van de nieuwe sporthal 'Tielenhei'.

## Bekende Tielenaars
- Baron Flor Peeters, organist
- Bisschop Lucas Van Looy, bisschop van Bisdom Gent
- Staf Janssens, oprichter van IJsboerke (merk)

## Nabijgelegen kernen
Lichtaart, Gierle, Turnhout